# Нелі Рангелова
Нелі Рангелова (нар. 15 вересня 1958 року, Монтана, Народна Республіка Болгарія) — болгарська співачка та акторка. Закінчила Болгарську державну консерваторію.

## Дискографія
- Необяснимите неща — 1983
- Добър ден ще ти кажа — 1986
- Най-доброто от Нели — 1993
- Само ти — 1994
- Автопортрет — 1998
- Вкус на мед — 2000
- Раздвоена — 2004
- Диаманти — 2008

## Джерело
- Биография и дискография в БГестрада

| Гітара | Це незавершена стаття про співачку. Ви можете допомогти проєкту, виправивши або дописавши її. |